# SV Limburgia in het seizoen 1957/58
Het seizoen 1957/1958 was het vierde jaar in het bestaan van de Brunssumse betaaldvoetbalclub Limburgia. De club kwam uit in de Eerste divisie B en eindigde daarin op de negende plaats. Tevens deed de club mee aan het toernooi om de KNVB Beker, hierin werd in de derde ronde verloren van MVV (0–2).

## Wedstrijdstatistieken

### Eerste divisie B
|       | Eindhoven | Fortuna | Haarlem | Helmondia '55 | Hermes DVS | KFC   | Leeuwarden | RCH   | Rigtersbleek | SHS   | Sittardia | Stormvogels | De Volewijckers | Wageningen | Xerxes |
| ----- | --------- | ------- | ------- | ------------- | ---------- | ----- | ---------- | ----- | ------------ | ----- | --------- | ----------- | --------------- | ---------- | ------ |
| Thuis | 2 – 1     | 4 – 1   | 2 – 3   | 0 – 1         | 1 – 1      | 1 – 0 | 2 – 2      | 2 – 1 | 1 – 3        | 3 – 1 | 2 – 2     | 1 – 2       | 6 – 0           | 1 – 2      | 4 – 0  |
| Uit   | 3 – 3     | 3 – 0   | 1 – 0   | 1 – 1         | 3 – 1      | 1 – 1 | 4 – 2      | 2 – 2 | 1 – 4        | 2 – 0 | 1 – 2     | 3 – 2       | 1 – 2           | 5 – 1      | 1 – 1  |

### KNVB beker
| 1e ronde                                                        | Boxmeer                            | 2 – 3 (1 – 1) | Limburgia                         |
| 26 december 1957 Plaats: Boxmeer Sportterrein aan de Graafseweg | Van Hooy –', –'                    |               | Gène Gerards –', –' Gradus Hansen |
| 2e ronde                                                        | De Valk                            | 0 – 2 (0 – 1) | Limburgia                         |
| 15 februari 1958 Plaats: Valkenswaard Leenderweg                |                                    |               | 22' Leo Habets 68' Gradus Hansen  |
| 3e ronde                                                        | MVV                                | 2 – 0 (1 – 0) | Limburgia                         |
| 3 juni 1958 Plaats: Maastricht De Boschpoort                    | Chris Coenen 10' Albert Ummels 78' |               |                                   |

## Statistieken Limburgia 1957/1958

### Eindstand Limburgia in de Nederlandse Eerste divisie B 1957 / 1958
| Stand | Gespeeld | Gewonnen | Gelijk | Verloren | Punten | Doelpunten voor | Doelpunten tegen |
| ----- | -------- | -------- | ------ | -------- | ------ | --------------- | ---------------- |
| 9e    | 30       | 10       | 8      | 12       | 28     | 54              | 52               |

### Topscorers
| #                 | Naam            | Goal |
| ----------------- | --------------- | ---- |
| 1.                | Božo Broketa    | 11   |
| 2.                | Gradus Hansen   | 10   |
| 3.                | Lei Habets      | 7    |
| 4.                | Leo Beerendonk  | 5    |
| 5.                | Gène Gerards    | 4    |
| 5.                | Mathieu Spanjer | 4    |
| 7.                | Paul Ewe        | 3    |
| 7.                | Martin Molnar   | 3    |
| 8.                | Chris Broeders  | 2    |
| 10.               | Jan Hoogen      | 1    |
| 10.               | Hendrik Moonen  | 1    |
| 10.               | Piet Roozenbeek | 1    |
| 10.               | Peter Stephan   | 1    |
| Onbekend doelpunt |                 |      |
| –                 | Onbekend        | 1    |
| Totaal            | Totaal          | 54   |

| #      | Naam          | Goal |
| ------ | ------------- | ---- |
| 1.     | Gradus Hansen | 3    |
| 2.     | Gène Gerards  | 1    |
| 2.     | Leo Habets    | 1    |
| Totaal | Totaal        | 5    |